# Tricentra argentipuncta
Tricentra argentipuncta är en fjärilsart som beskrevs av W. Warren 1897. Tricentra argentipuncta ingår i släktet Tricentra och familjen mätare. Inga underarter finns listade i Catalogue of Life.